# South Cowton
South Cowton – wieś i civil parish w Anglii, w hrabstwie North Yorkshire, w dystrykcie (unitary authority) North Yorkshire. Leży 60 km na północny zachód od miasta York i 337 km na północ od Londynu. W 2011 civil parish liczyła 188 mieszkańców. South Cowton jest wspomniana w Domesday Book (1086) jako Cudtone/Cudtun. W obszar civil parish wchodzi także Atlow Cowton.